# Larmor-Baden
Pour les articles homonymes, voir Larmor et Baden.
Larmor-Baden [laʁmɔʁ badɛn] est une commune française située dans le département du Morbihan en région Bretagne.

## Toponymie
Larmor-Baden s'appelait jusqu'en 1695 Guenredut (ou Guerendut ou Gwerndut), ce nom d'origine bretonne pouvant être traduit en français par « Gens du marais ». C'est à partir de 1696 que Guenredut est dénommé Larmor pour la première fois, mais les deux noms demeurèrent fréquemment accolés jusqu'à la Révolution française pour dénommer le village.
Le nom, actuel, de la commune a été fixé et décidé lors de sa création en 1924 en se séparant de Baden. Larmor signifie en breton « village de mer », de l’ancienne écriture du nom de la chapelle du pèlerinage de « Notre-Dame de l’Armor »
Le nom breton de la commune est An Arvor-Baden. Le nom An-Arvor reprend le nom de la chapelle de pèlerinage, la transcription bretonne de son nom étant « Itron Varia an Arvor ».
La prononciation locale ignore la terminaison Baden.

## Géographie

### Localisation
Larmor-Baden se situe sur une presqu’île au bord  du golfe du Morbihan, à 14 km de Vannes et à 14 km d'Auray.
| Baden        |              |                  |
|              | Larmor-Baden | L'Île-aux-Moines |
| Locmariaquer | Arzon        |                  |

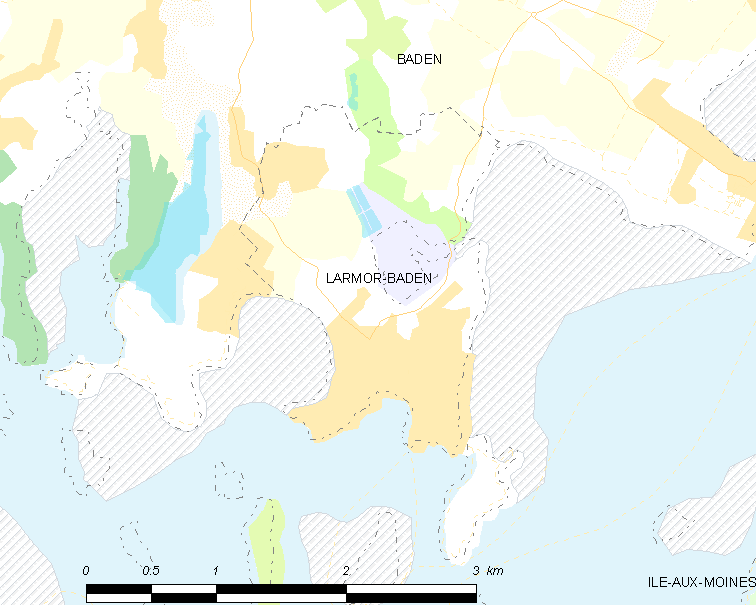
Carte de la commune de Larmor-Baden.

Larmor-Baden a la particularité de n'avoir une limite terrestre qu'avec une seule commune, Baden. Elle possède des limites maritimes avec les autres communes.

### Géologie et relief

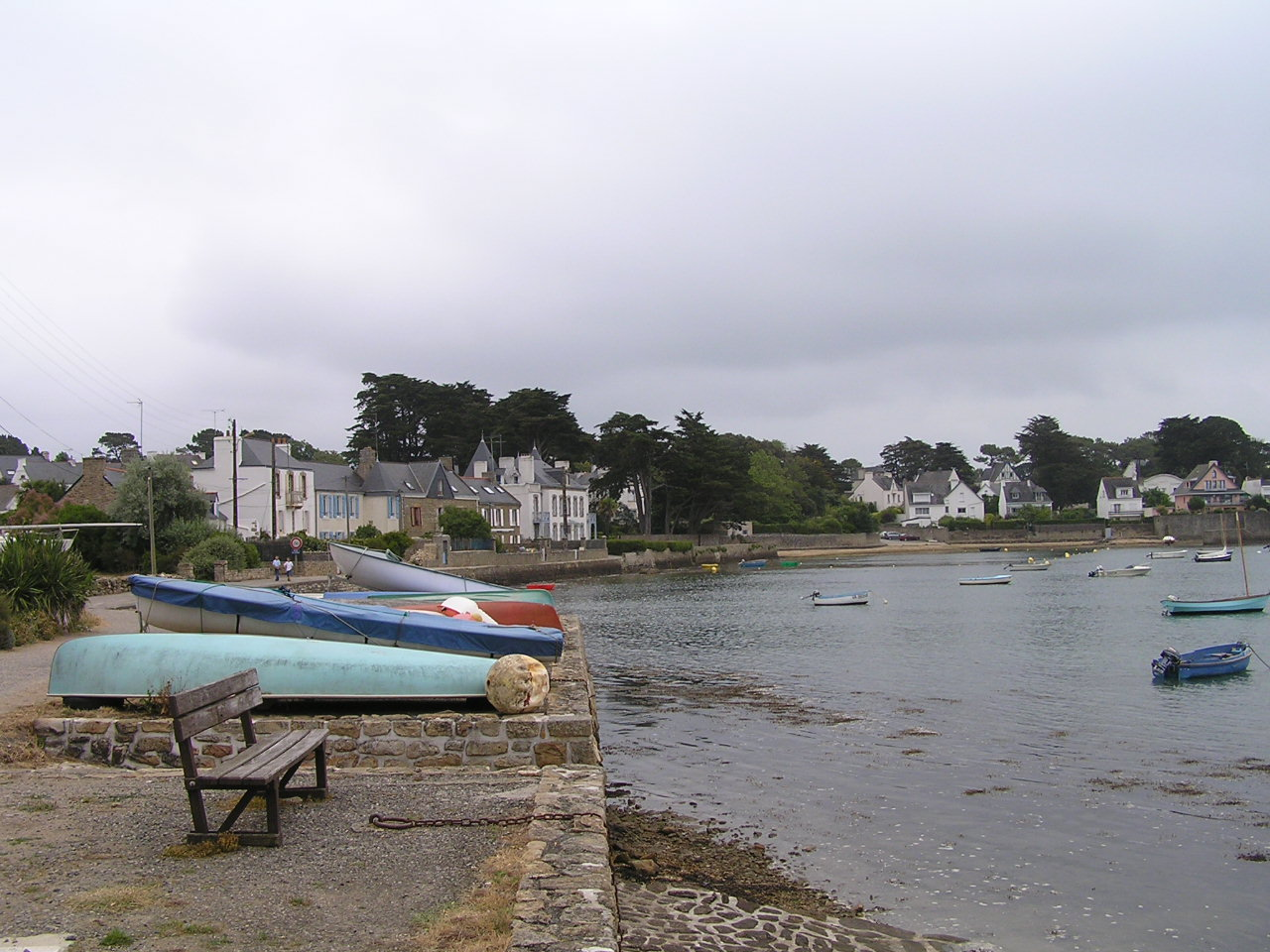
Baie de Port Lagaden.

La superficie de la commune est de 420 hectares dont 396 pour la partie émergée ; son altitude varie de 0  à   30 mètres.
Son littoral est très découpé alternant anses et presqu'îles : de l'ouest vers l'est l'anse de Locmiquel (partagée avec Baden), la pointe du Berchis, l'anse de Port Lagaden, la presqu'île de Larmor et l'anse de Kerdelan (aussi partagée avec Baden). Le marais de Pen en Toul, dans lequel se jette le ruisseau de Brangon (un minuscule fleuve côtier), est un ancien golfe marin qui fut partiellement exploité comme marais salant.
La commune possède 4 îles sur son territoire : l'île de Berder, reliée au continent par une chaussée submersible, l'île de Gavrinis, l'île Longue et Radenec.

### Voies de communication et transports
En situation péninsulaire, Larmor-Baden est à l'écart des principaux axes de circulation qui desservent le sud de la Bretagne, notamment de la voie express RN 165 et de la ligne ferroviaire Paris-Rennes (ou Nantes) - Vannes-Lorient-Quimper. Larmor-Baden est accessible par la RD 316 qui traverse le village et est connectée en deux points à la RD 101, reliant Auray à Vannes en passant par Baden.
Larmor-Baden est desservie par deux lignes d’autobus : la ligne 12 du réseau de l'agglomération vannetaise Kicéo qui la relie à Vannes et la ligne 6 du réseau des transports interurbains du Morbihan (TIM) qui la relie à Auray. Il existe également deux services de transport à la demande gérés par l'agglomération : Mobicéo pour les personnes à mobilité réduite et Créacéo. Les transports scolaires sont assurés par le conseil général du Morbihan.

### Risques naturels et technologiques
La commune est soumise à des risques d'inondation fluviale, d'inondation par subversion marine et de tempête ainsi qu'un aléa Retrait-Gonflement des Argiles dans l’axe du marais de Pen en Toul (risque moyen). Le risque sismique est de niveau 2.

### Hydrographie
Pour un article plus général, voir Réseau hydrographique du Morbihan.
La commune est située dans le bassin Loire-Bretagne. Elle est drainée par le ruisseau de Brangon,.

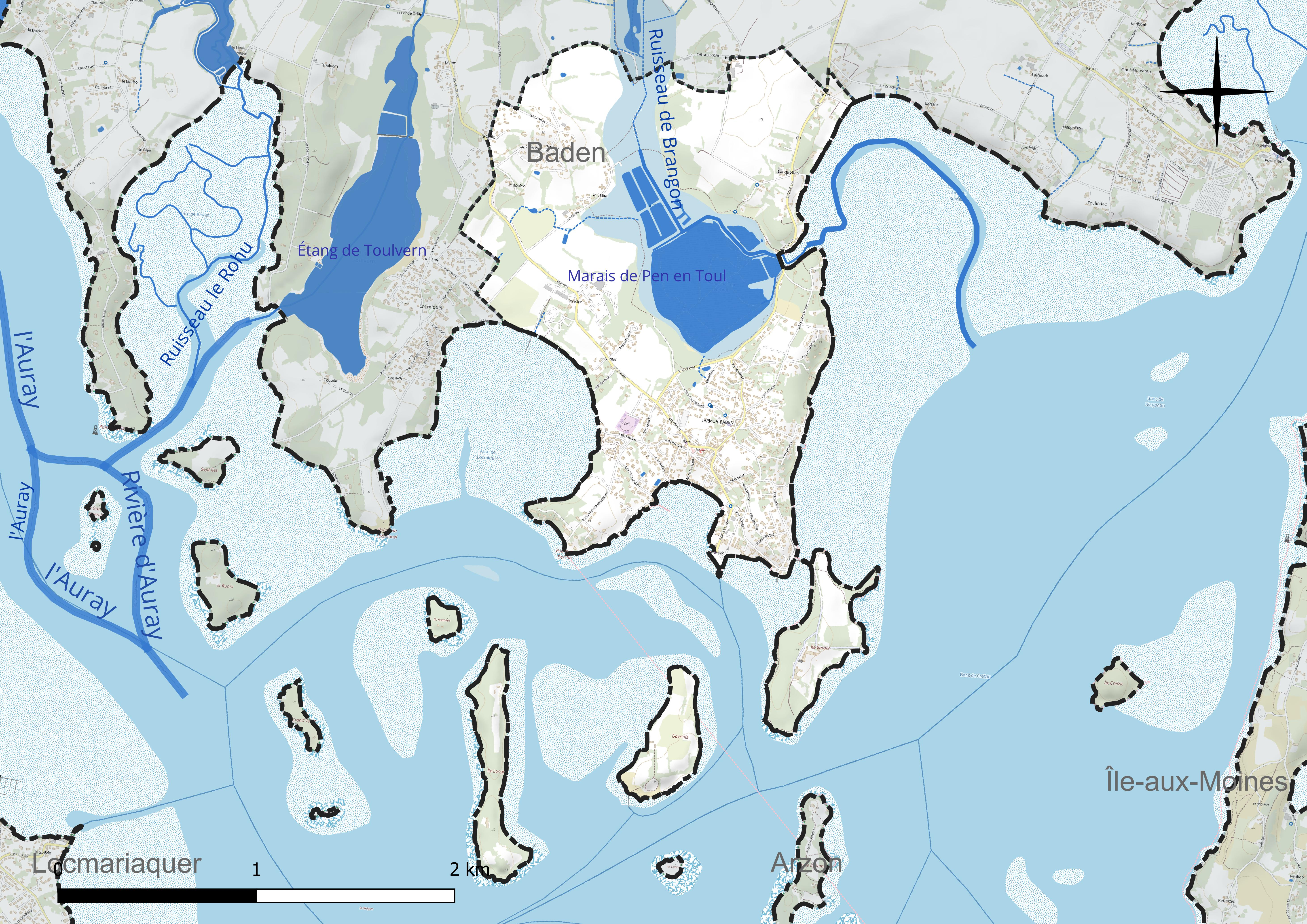
Réseau hydrographique de Larmor-Baden.

Un plan d'eau complète le réseau hydrographique : le marais de Pen en Toul (27,73 ha),.

### Climat
Pour des articles plus généraux, voir Climat de la Bretagne et Climat du Morbihan.
En 2010, le climat de la commune est de type climat océanique franc, selon une étude du CNRS s'appuyant sur une série de données couvrant la période 1971-2000. En 2020, Météo-France publie une typologie des climats de la France métropolitaine dans laquelle la commune est exposée à un climat océanique et est dans la région climatique Bretagne orientale et méridionale, Pays nantais, Vendée, caractérisée par une faible pluviométrie en été et une bonne insolation. Parallèlement l'observatoire de l'environnement en Bretagne publie en 2020 un zonage climatique de la région Bretagne, s'appuyant sur des données de Météo-France de 2009. La commune est, selon ce zonage, dans la zone « Littoral doux », exposée à un climat venté avec des étés cléments.
Pour la période 1971-2000, la température annuelle moyenne est de 12,1 °C, avec une amplitude thermique annuelle de 11,6 °C. Le cumul annuel moyen de précipitations est de 834 mm, avec 13,1 jours de précipitations en janvier et 6,5 jours en juillet. Pour la période 1991-2020, la température moyenne annuelle observée sur la station météorologique installée sur la commune est de 12,8 °C et le cumul annuel moyen de précipitations est de 872,2 mm,. Pour l'avenir, les paramètres climatiques de la commune estimés pour 2050 selon différents scénarios d'émission de gaz à effet de serre sont consultables sur un site dédié publié par Météo-France en novembre 2022.
| Mois                                  | jan.             | fév.          | mars          | avril           | mai          | juin          | jui.          | août          | sep.        | oct.            | nov.          | déc.          | année      |
| ------------------------------------- | ---------------- | ------------- | ------------- | --------------- | ------------ | ------------- | ------------- | ------------- | ----------- | --------------- | ------------- | ------------- | ---------- |
| Température minimale moyenne (°C)     | 4,3              | 4,1           | 5,2           | 7,1             | 10,2         | 12,7          | 14,4          | 14,3          | 12,3        | 10,8            | 7,1           | 4,4           | 8,9        |
| Température moyenne (°C)              | 7                | 7,5           | 9,4           | 11,4            | 14,4         | 17,2          | 19            | 18,9          | 17          | 14,2            | 10,2          | 7,3           | 12,8       |
| Température maximale moyenne (°C)     | 9,7              | 10,8          | 13,5          | 15,8            | 18,6         | 21,7          | 23,5          | 23,6          | 21,7        | 17,6            | 13,3          | 10,2          | 16,7       |
| Record de froid (°C) date du record   | −10,5 02.01.1997 | −6,5 11.02.12 | −6,5 01.03.05 | −2,5 03.04.1996 | 1 14.05.1995 | 5 03.06.1996  | 8 09.07.1996  | 6,5 10.08.01  | 5 26.09.10  | 1 29.10.1997    | −3 21.11.1999 | −7 29.12.1996 | −10,5 1997 |
| Record de chaleur (°C) date du record | 16 27.01.03      | 18 29.02.12   | 24 19.03.05   | 25 07.04.11     | 29 25.05.12  | 33 27.06.1995 | 35,5 18.07.06 | 35,5 10.08.03 | 31 04.09.04 | 28,5 01.10.1997 | 19 03.11.11   | 15,5 04.12.06 | 35,5 2006  |
| Précipitations (mm)                   | 98,2             | 75,5          | 62,4          | 65,9            | 57           | 46,2          | 44            | 51,4          | 66,6        | 94              | 100,8         | 110,2         | 872,2      |

## Urbanisme

### Typologie
Au 1er janvier 2024, Larmor-Baden est catégorisée commune rurale à habitat dispersé, selon la nouvelle grille communale de densité à sept niveaux définie par l'Insee en 2022.
Elle est située hors unité urbaine. Par ailleurs la commune fait partie de l'aire d'attraction de Vannes, dont elle est une commune de la couronne,. Cette aire, qui regroupe 47 communes, est catégorisée dans les aires de 50 000 à moins de 200 000 habitants,.
La commune, bordée par l'océan Atlantique, est également une commune littorale au sens de la loi du 3 janvier 1986, dite loi littoral. Des dispositions spécifiques d’urbanisme s’y appliquent dès lors afin de préserver les espaces naturels, les sites, les paysages et l’équilibre écologique du littoral, tel le principe d'inconstructibilité, en dehors des espaces urbanisés, sur la bande littorale des 100 mètres, ou plus si le plan local d’urbanisme le prévoit.

### Occupation des sols
L'occupation des sols de la commune, telle qu'elle ressort de la base de données européenne d’occupation biophysique des sols Corine Land Cover (CLC), est marquée par l'importance des territoires agricoles (45,2 % en 2018), une proportion sensiblement équivalente à celle de 1990 (45,7 %). La répartition détaillée en 2018 est la suivante : 
zones urbanisées (25,5 %), zones agricoles hétérogènes (24,1 %), terres arables (15,6 %), zones humides côtières (15,4 %), forêts (11,1 %), prairies (5,5 %), eaux maritimes (2,8 %). L'évolution de l’occupation des sols de la commune et de ses infrastructures peut être observée sur les différentes représentations cartographiques du territoire : la carte de Cassini (XVIIIe siècle), la carte d'état-major (1820-1866) et les cartes ou photos aériennes de l'IGN pour la période actuelle (1950 à aujourd'hui).

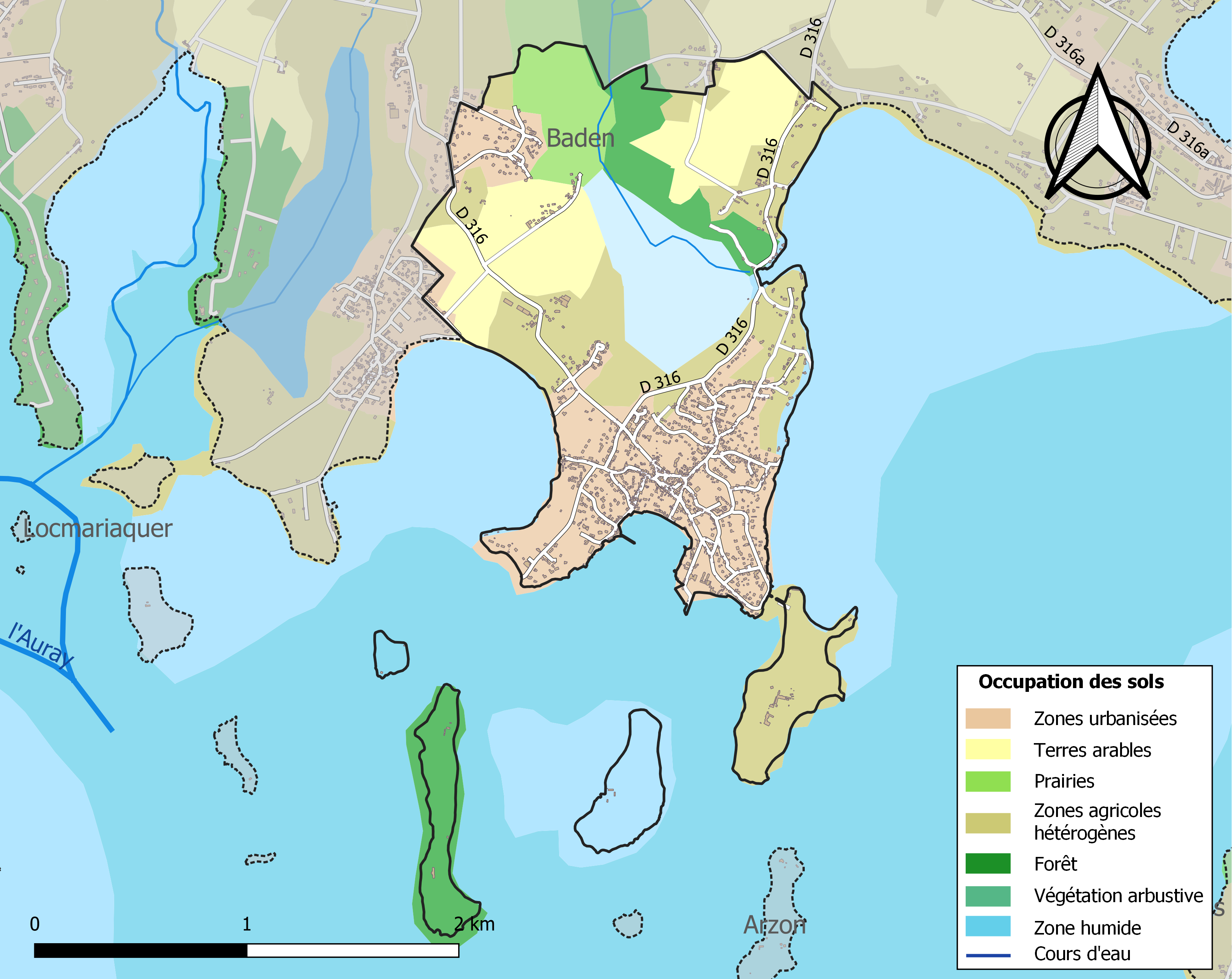
Carte des infrastructures et de l'occupation des sols de la commune en 2018 (CLC).

## Histoire

### Préhistoire
Son territoire, habité depuis des millénaires fut marqué au néolithique (IVe millénaire) par la présence d'une population sédentaire d'agriculteurs, éleveurs et pêcheurs. Ils étaient organisés en communautés capables d'élever des monuments colossaux : menhirs, cromlechs, dolmens. On peut voir leurs vestiges dans les îles de Gavrinis, l'Ile Longue et Berder. Ces lieux étaient accessibles à pied :  à cette époque le niveau de la mer était plus bas de plusieurs mètres. Remarquables constructeurs, ces hommes étaient aussi des marins expérimentés, allant le long des côtes et même en haute mer pour pêcher, échanger des produits (de curieux bateaux sont gravés sur le dolmen de Mane Lud en Locmariaquer). Les siècles passant, les monuments devinrent plus modestes ; on trouve, ainsi, une tombelle sur la route de Berder - un tumulus circulaire (tertre de terre) recouvre une fosse rectangulaire destinée à recueillir les restes d'un défunt. A la pointe de Berchis, la "Pierre aux oiseaux" était un monolithe percé de trous destinés à tailler la pierre par éclatement. Elle gisait dans la lande et servait de rendez-vous à la jeunesse avant la construction des maisons.

### Les Vénètes
Au Ier millénaire av. J.-C. les Celtes s'implantèrent dans l'Ouest. Le peuple des Vénètes s'installa dans le Golfe du Morbihan.
De l'époque gallo-romaine subsistent les vestiges d'une voie romaine à La Saline ;  elle traversait le pays jusqu'à la côte d'où on embarquait pour Locmariaquer base d'une garnison romaine.

### Durant les siècles suivants

#### Gavrinis
Après les invasions vikings, le Cartulaire de l'abbaye de Redon note la présence d'un ermite normand  installé dans l'île de Gavrinis.
Dès le XIIe siècle, des "moines rouges" (Chevaliers de l'Ordre de Saint-Jean de Jérusalem - confondus par le peuple avec les Templiers-) s'installèrent dans cette île. Des ruines d'un monastère et d'une chapelle témoignent de leur présence ainsi que des sépultures. Un crucifix de style byzantin a été trouvé dans les ruines.

#### Le village de Larmor
La montre du 8 septembre 1464 qui se tint à Vannes n'indique la présence d'aucun noble venu de Larmor.
Larmor était une frairie de Baden et c'était son port. Jusqu'en 1695, il est très peu question de Larmor mais plutôt de Guenredut, Guerendut, ou Guerdut, à l'origine Guern en Duc, le marais du Duc ou Guerendut, les gens du marais. C'était, dit-on, le plus vieux village de Baden ; il était situé au pied des salines sous Trevras. Trevras était une seigneurie longtemps tenue par les seigneurs de Peillac, puis par le seigneur de Keralbaud. Elle dépendait du duc de Bretagne par la seigneurie de Largoët. En 1525, selon le rôle des fouages, Guenredut comprenait six feux.
Les noms de lieux comme la Saline, le Paludo témoignent de l'existence de marais salants et de paludiers. Il y avait un banc d'huîtres naturelles dans l'anse de Pen-en-Toul que les pêcheurs venaient glaner. Les laboureurs produisaient des céréales (blé, mil, seigle, avoine) et du lin . De vieux bâtiments de fermes subsistent : une maison rue du Four, datée de 1500, une ferme, rue du Verger datée de 1662, des fermes à Kereden et au Ter...
La vocation maritime de Larmor persista tout au long des siècles ; un document des archives de Bordeaux daté de 1445 l'atteste ; un marchand, Jean Le Gal, affrète la barque Saint-Yves de Baden dont le maître (capitaine) est Guillaume Jénodé, pour charger des tonneaux de vin à livrer dans divers ports bretons dont Vannes et Auray.
Dans la seconde moitié du XVIIIe siècle, d'après les registres paroissiaux on peut estimer que la population de Larmor est d'environ 330 personnes ; une douzaine de personnes vivaient alors dans l'île de Berder, environ 25 au Diben, une trentaine au Ter et une quarantaine à Locqueltas, enfin environ 80 personnes à Trévras, y compris Les Salines, soit en tout environ 560 personnes dans les limites actuelles de la commune de Larmor-Baden.
La marine marchande fut particulièrement développée au XIXe et au  XXe siècle :  en témoignent les ex-voto de l'église :  le brick Sainte Eugénie, capitaine G.V. Baudet, le Giralda, capitaine Héno. chasses-marées, bricks, goélettes , trois ou quatre-mâts embarquaient marins et capitaines au petit et au grand cabotages le long des côtes ou à travers les océans, au long cours.
On roulait les barriques de vin sur une petite cale au plan incliné près du Manoir pour les stocker dans un hangar. La plage de Port-Lagaden, où s'échouaient les voiliers pour être calfatés, conserve des silex étrangers à la géologie locale ; ils proviennent du lest embarqué en pays de calcaire.
Larmor comporte des habitations de pêcheurs et de paludiers : maisons basses, notamment rue du Paludo. Les grandes demeures à étage, tout autour de la place et rue de"la Pointe, sont des maisons de capitaines.

### LeXIXesiècle
Une route-digue est construite en 1849 (actuelle D316) et ferme l'anse de Pen-en-Toul (autrefois la mer atteignait le village de la Saline.
Il en reste cinq bassins. L'ancienne digue est toujours visible, elle permet de se balader à pied au nord de l'étang. Ce chemin surélevé était l'ancienne route.

#### La création de la paroisse de Larmor
En 1857, Larmor est encore un village dépendant de la paroisse et de la commune de Baden. Lorsqu'en le 15 août 1858, l'empereur Napoléon III et l'impératrice Eugénie en visite en Bretagne se trouvent à Sainte-Anne-d'Auray, les habitants de Larmor, principalement Bernard Devolz, lassés de devoir se rendre à l'église de Baden par des chemins boueux, en profitent pour solliciter de leurs majestés impériales que leur section soit érigée en succursale de la paroisse de Baden. Le 11 janvier 1860, le décret impérial érigeant en succursale l'église de Larmor-Baden, est signé par l'empereur Napoléon III en 1860.
« Pas de paroisse distincte sans commune distincte »… Mais ce n'est que 64 ans après la création de la paroisse qu'aboutirent les démarches pour l'érection du village de Larmor en commune.

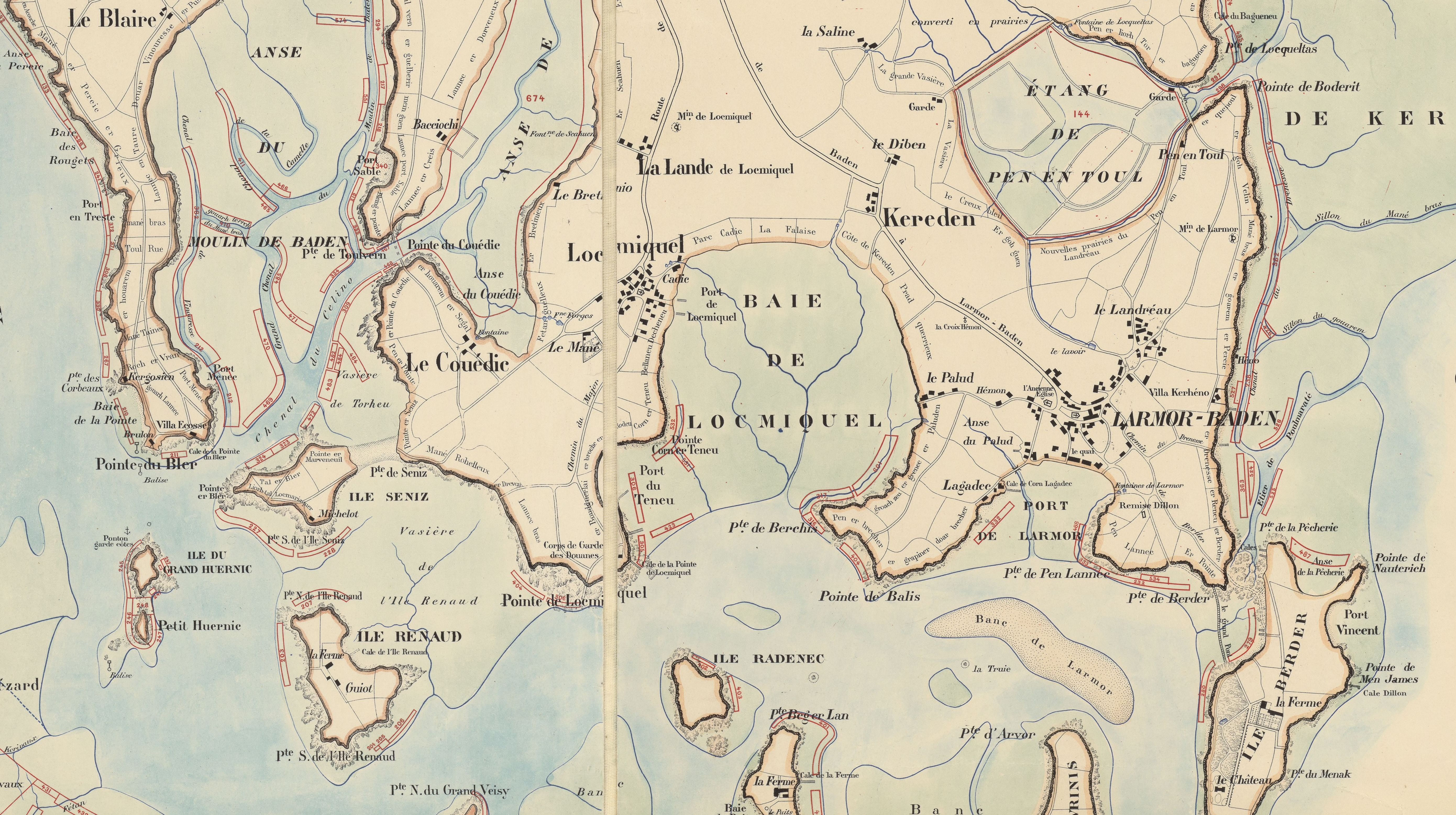
Carte de Larmor-Baden en 1880.

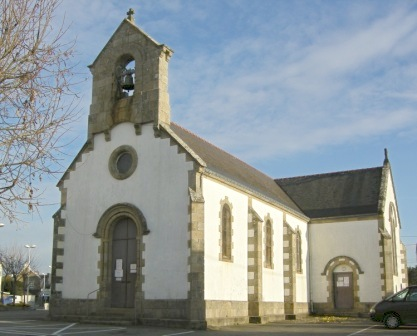
L'église paroissiale de Larmor-Baden.

L'église paroissiale de Larmor-Baden, qui remplaça la vieille chapelle devenue vétuste, fut consacrée le 19 juillet 1880.

#### Larmor vers la fin duXIXesiècle
Le comte Arthur Dillon achète en 1878 l'île Berder, qu'il transforme en parc exotique avec son manoir et sa chapelle Sainte-Anne de style néo-gothique (il revend l'île en 1920 à la duchesse d'Uzès).
Benjamin Girard indique en 1889 qu'au sein du syndicat de Larmor-Baden existe « l'importante réserve d'huîtres de Bascalique, qui est sous la surveillance d'un grade maritime » et que les marins de cette localité « demandent qu'une balise soit placée sur la roche la Truie, située entre Gavrinis et l'Île Longue. Cette roche, ne découvrant que dans les grandes marées, constitue un écueil redoutable pour les bateaux qui entrent dans les rivières de Vannes et d'Auray, ou en sortent. Il ne se passe pas d'année que quelque accident ne se produise dans ces parages très fréquentés ». Un article de 1889 évoque Baudet, ostréiculteur à Larmor-Baden, disposant d'une concession de 3 hectares et produisant « aussi bien du naissin que des huîtres marchandes », qui vend plus d'un million d'huîtres par an et expose à l'exposition universelle de 1889.

### LeXXesiècle

#### La Belle Époque

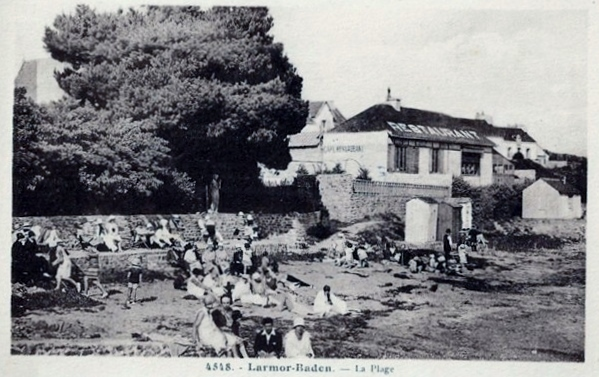
La plage de Larmor-Baden en 1913 (carte postale).

La fête patronale de Larmor-Baden avait lieu chaque année « le dimanche qui suit le 15 août ».
En 1905 le comte Arthur Dillon, propriétaire de l'île Berder, prit l'initiative de créer un port en eau profonde à Larmor-Baden, faisant construire une jetée assurant aux bateaux un tirant d'eau de 8 mètres. Il négocia aussi avec la Compagnie du chemin de fer de Paris à Orléans la création d'une voie ferrée allant de Ploeren à Larmor-Baden, où les bateaux de fort tonnage pourraient accoster, mais ce projet n'aboutit pas.
Arthur Dillon fait construire la cale de Pen Lannic et l'Hôtel des Îles vers 1900, ce dernier étant racheté en 1911 par l'Internationale ouvrière et nommé alors l'Hôtel du Grand Air.

#### La Première Guerre mondiale
Le monument aux morts de Larmor-Baden porte les noms de 23 soldats et marins morts pour la France pendant la Première Guerre mondiale (ces morts sont aussi sur le monument aux morts de Baden car la commune de Larmor-Baden n'existait pas encore).

#### L'Entre-deux-guerres et la création de la commune

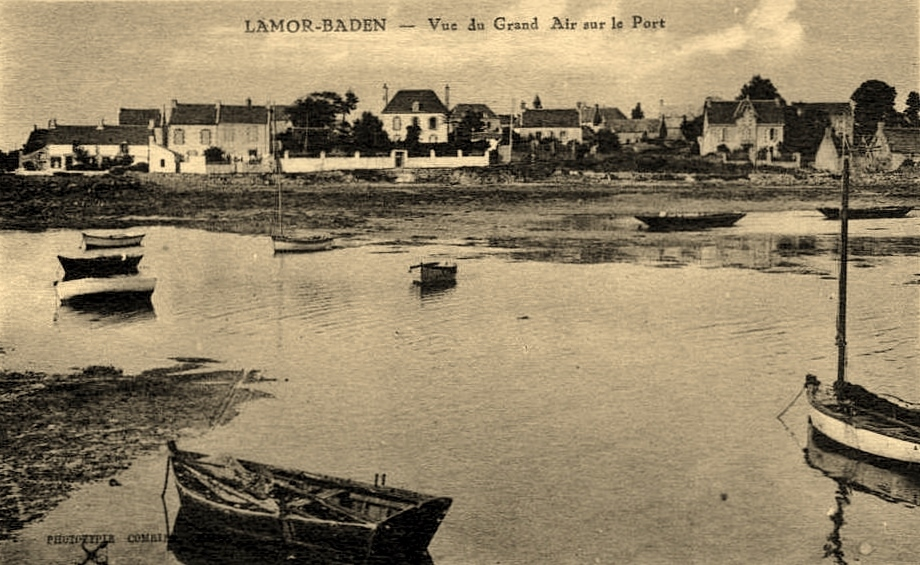
Vue du port depuis l'hôtel du Grand Air (carte postale, vers 1920).

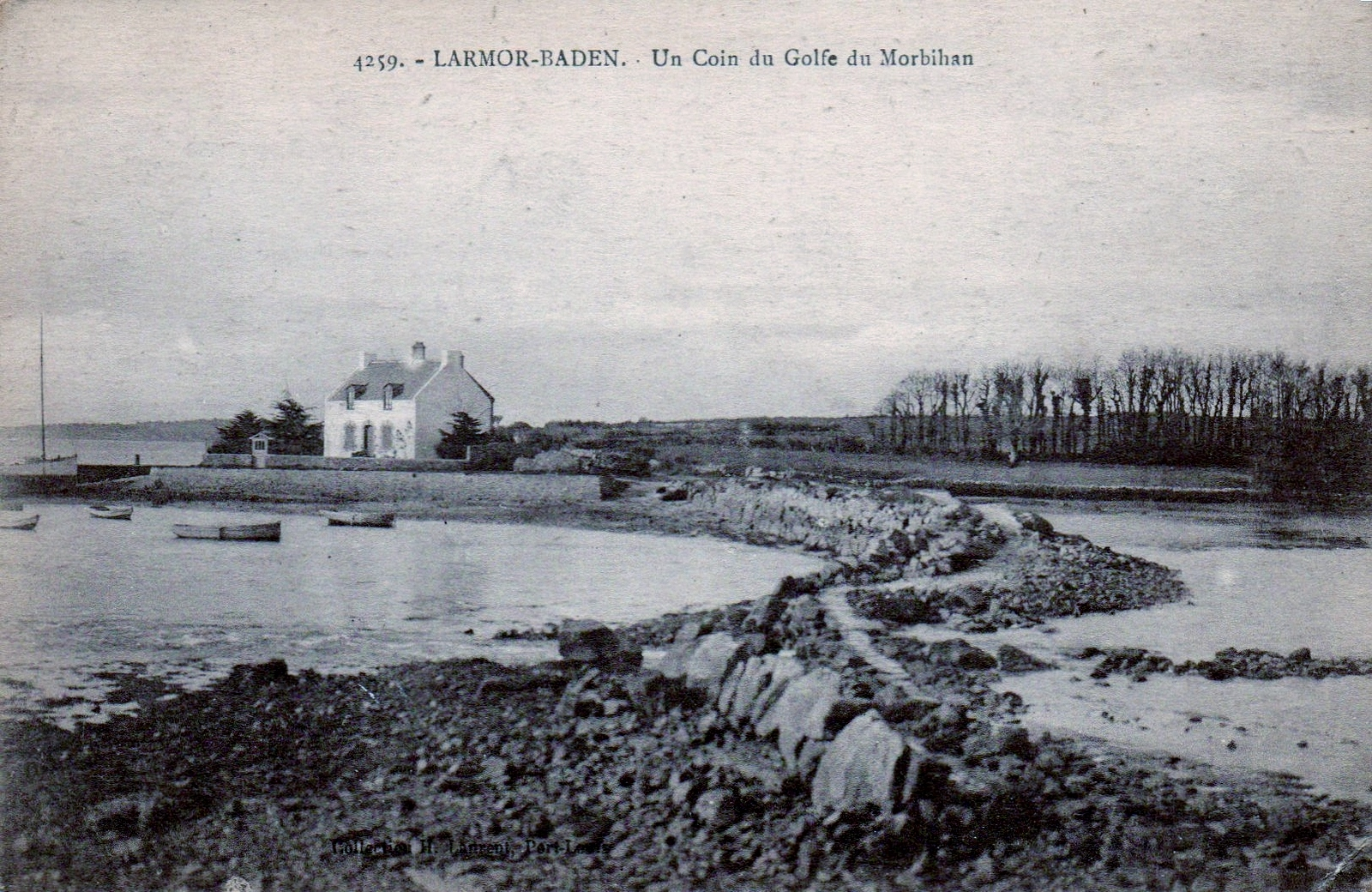
Larmor-Baden : un coin du Golfe du Morbihan (carte postale, vers 1920).

Après 60 ans de pétitions (les habitants de Larmor, de tradition maritime, s'opposent à ceux de Baden, des ruraux) et contre-pétitions (la commune de Baden s'y opposait), la commune de Larmor-Baden est créée en 1924 ; le décret est signé le 15 mars 1924 par Alexandre Millerand, président de la République, avec parution au Journal Officiel le 19 mars 1924.
Larmor faisait auparavant partie de la commune de Baden et plus anciennement de la paroisse de Plougoumelen. Le village de Locmiquel refusa de faire partie de la nouvelle commune, préférant rester en Baden.
En juillet 1924 le journal L'Ouest-Éclair écrit que « ce joli coin de Larmor-Baden qui étale ses plages de sable fin sur les bords du Golfe (...) est devenu le centre d'une colonie de touristes ».

#### La Seconde Guerre mondiale
Le monument aux morts de Larmor-Baden porte les noms de 17 personnes mortes pour la France pendant la Seconde Guerre mondiale. Émile Le Grévellec, résistant, fut fusillé par les Allemands le 31 mars 1944.

#### L'après Seconde Guerre mondiale
Un soldat (Louis Le Berrigaud) originaire de Larmor-Baden est mort pour la France pendant la Guerre d'Indochine.

### LeXXIesiècle

#### La polémique à propos de l'île Berder
En 2020, le projet d'aménagement d'un hôtel de luxe  "4 étoiles" de 90 chambres par le groupe Michel Giboire dans l'île Berder déchaîne les passions et a divisé les habitants, opposant ceux qui voient dans ce projet la garantie de la restauration d'un immeuble vieillissant, la perspective de création de vergers et même d'un vignoble, ainsi que des emplois, et, pour les commerçants la venue d'une clientèle aisée à ceux qui rêvent de faire de l'île Berder un parc naturel ouvert à tous, lesquels sont soutenus par des personnalités connues comme Yann Queffélec, Gilles Servat, Jean-Louis Étienne, etc.
Finalement, face en plus à l'annulation du PLU par le tribunal administratif de Rennes, le groupe Giboire a renoncé à son projet, ce que déplore le maire : «On va faire de la commune une carte postale et on aura des volets fermés la moitié du temps... » a-t-il déclaré.

## Politique et administration
| Période                         | Période         | Identité                             | Étiquette | Qualité                                                   |
| ------------------------------- | --------------- | ------------------------------------ | --------- | --------------------------------------------------------- |
| 15 avril 1924                   | 24 août 1924    | Émile Sébire                         |           | Instituteur.                                              |
| 28 septembre 1924               | février 1944    | Vincent Le Tallec                    |           | Ostréiculteur.                                            |
| intérim 1944                    | 1945            | Joseph Jouanno                       |           | Instituteur.                                              |
| 25 février 1945                 | 26 octobre 1947 | Joseph Binve                         |           | Officier des équipages.                                   |
| 1947                            | 1959            | Camille Lesquel                      |           | Ostréiculteur.                                            |
| 1959                            | 1971            | Maurice Neveu                        |           | Notaire.                                                  |
| 1971                            | 1989            | Charles Le Berrigaud                 |           | Marin.                                                    |
| 1989                            | février 1994    | André Beauchesne                     |           | Officier de l'armée de terre.                             |
| mars 1994                       | mars 1998       | Marie-Henriette Mahéo épouse Le Boru |           |                                                           |
| avril 1998                      | décembre 1998   | Jean-Marc Guillaume                  |           |                                                           |
| 1999                            | mars 2001       | Christian Patte                      |           |                                                           |
| mars 2001                       | mars 2008       | Bernard Le Boru.                     |           | Époux de Marie-Henriette Mahéo, maire entre 1994 et 1998. |
| mars 2008 Réélu en 2014 et 2020 | En cours        | Denis Bertholom                      | DVD       | Conseiller départemental (depuis 2015)                    |

## Population et société

### Démographie
L'évolution du nombre d'habitants est connue à travers les recensements de la population effectués dans la commune depuis 1926. Pour les communes de moins de 10 000 habitants, une enquête de recensement portant sur toute la population est réalisée tous les cinq ans, les populations de référence des années intermédiaires étant quant à elles estimées par interpolation ou extrapolation. Pour la commune, le premier recensement exhaustif entrant dans le cadre du nouveau dispositif a été réalisé en 2008.

En 2022, la commune comptait 891 habitants, en évolution de −0,56 % par rapport à 2016 (Morbihan : +3,82 %, France hors Mayotte : +2,11 %).
| 1926 | 1931 | 1936 | 1946 | 1954 | 1962 | 1968 | 1975 | 1982 |
| ---- | ---- | ---- | ---- | ---- | ---- | ---- | ---- | ---- |
| 631  | 705  | 650  | 857  | 675  | 761  | 739  | 751  | 811  |

| 1990 | 1999 | 2006 | 2008 | 2013 | 2018 | 2022 | - | - |
| ---- | ---- | ---- | ---- | ---- | ---- | ---- | - | - |
| 816  | 954  | 847  | 816  | 907  | 878  | 891  | - | - |

Larmor-Baden est en 2017 la commune de Bretagne où les retraités ont le niveau de vie le plus élevé (revenu imposable de 33 900 euros par ménage).

### Enseignement
La commune dispose d'une seule école :  « Les Mimosas », privée, créée notamment à l'initiative de Marie Eloy et adoptant la pédagogie Montessori.

### Vie culturelle et sportive
La vie associative offre un choix diversifié d'activités : La Cataschool, Centre Nautique de Larmor-Baden, propose l'activité Voile (catamarans et planches à voile); l'association LVS (Larmor Volontaires Solidaires) organise, en alternance, la Semaine du Golfe à Larmor et une brocante marine ; l'association LALALA (Larmor Autrefois, Larmor Aujourd'hui, Larmor Avenir) proposait Accordéon diatonique, Chanter entre amis, Histoire locale, remise en état d'anciens sentiers et terre-pleins ostréicoles et rencontres amicales ; Larmor en fête organise deux manifestations en été ; Tennis-Club de Larmor-Baden (TCLB) ; Lire à Larmor à la médiathèque... etc. À signaler également l'Association des Navigateurs de Larmor-Baden (A.N.L.B). L'association 'Les ateliers de Larmor' propose une vingtaine d'activités (langues, art, travaux manuels, photo, généalogie, navigation théorique, danse en ligne, marche, informatique).

### Le nautisme
La tradition de  la marine à voile a engendré de fins barreurs qui se sont affrontés sur leurs voiliers dans des régates joyeusement disputées à Larmor et dans tout le Golfe et cela depuis le XIXe siècle. Certains skippers ont remporté de grandes courses comme celles du Figaro, course en solitaire (ex Course  de l' Aurore). Dominique et Bruno  Lunven , Eugène Riguidel, Gilles Gahinet  figurent dans le palmarès de cette course prestigieuse  "La course des seigneurs" selon le journaliste du nautisme Serge Messager... Délaissées pendant quelques années, les régates renaissent à nouveau.

## Économie

### L'ostréiculture
Dès la Préhistoire et l'Antiquité et jusqu'au XIXe siècle les huîtres plates, espèce endémique de la région, étaient pêchées sur les bancs naturels situés à proximité. Les premiers essais de captage de naissain (Victor Coste a prouvé que c'était possible) furent menés à l'initiative de la princesse Baciocchi et d'autres entrepreneurs comme Arthur Dillon et la duchesse d'Uzès, propriétaires successifs de l'île Berder.

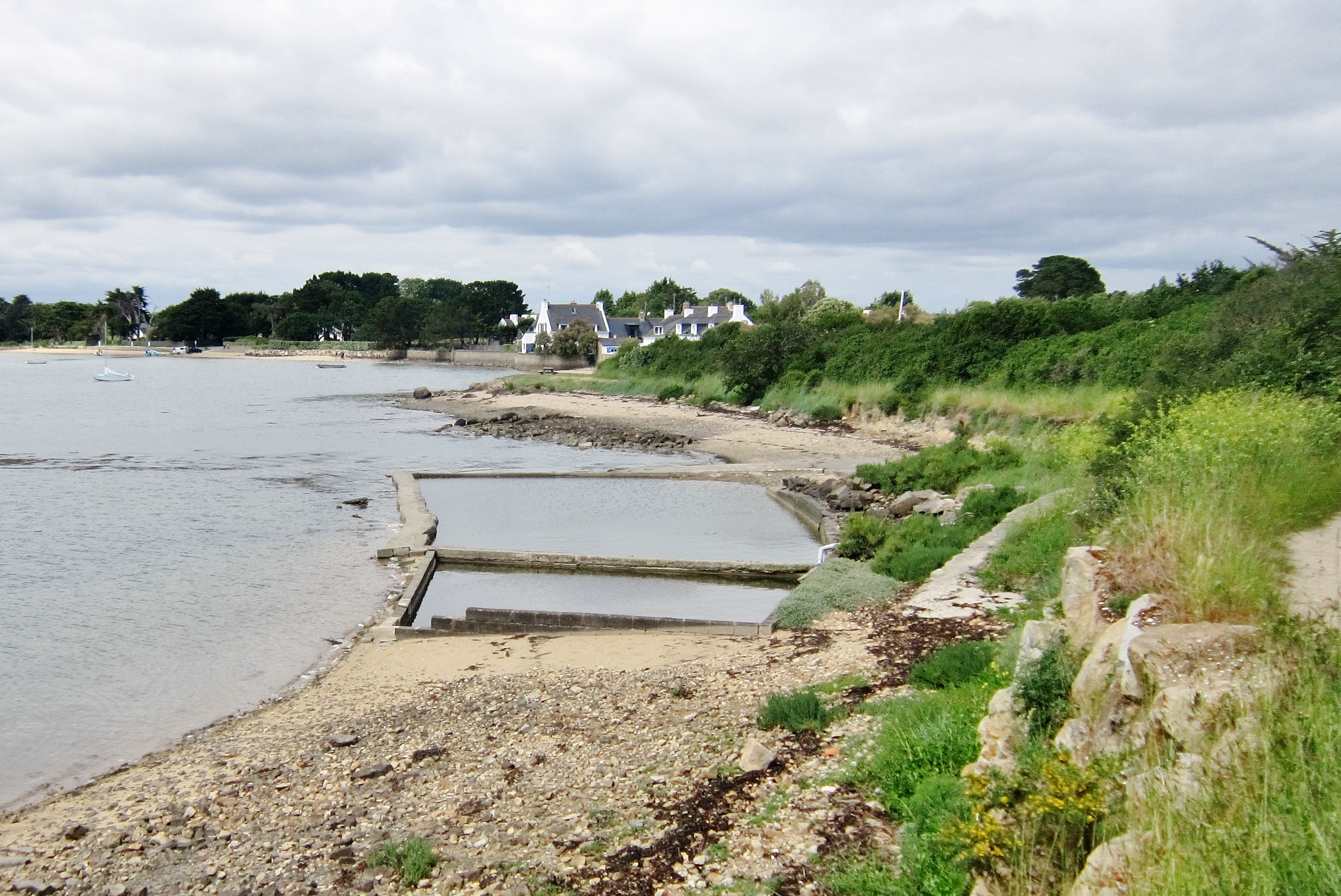
Anciens parcs ostréicoles au Paludo (Anse de Locmiquel).

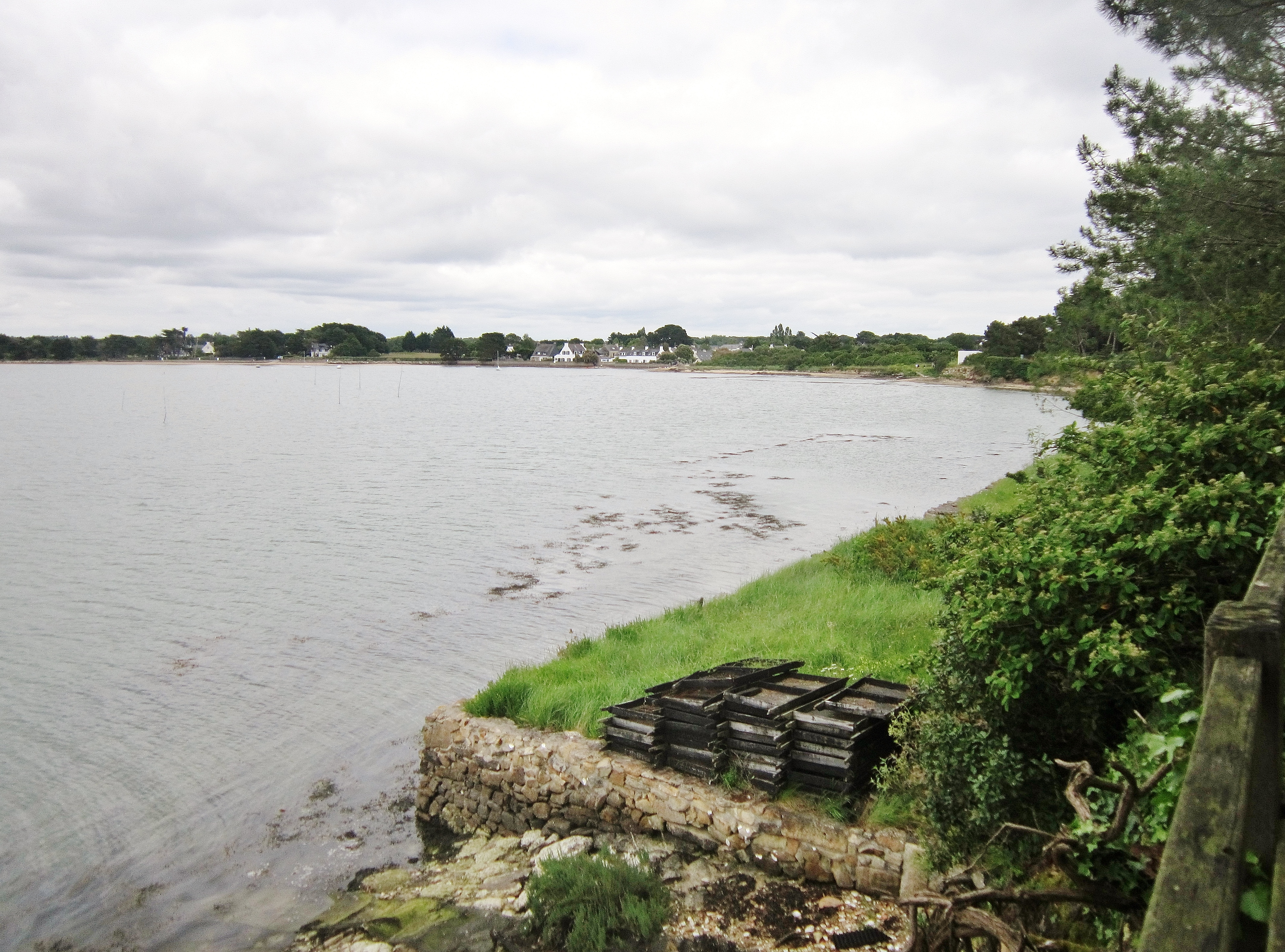
Ancien terre-plein ostréicole au Paludo (Anse de Locmiquel).

Larmor-Baden était vers 1950 le deuxième centre ostréicole du golfe du Morbihan (après Locmariaquer), à la fois pour le captage du naissain et l'élevage des huîtres plates, même si celle-ci a presque disparu de nos jours, décimée par plusieurs épidémies successives (une première en 1921 ; une autre plus dommageable en 1973 [parasite "Marteilia"] et surtout celle de 1978 [parasite "Bonamia ostrea"]) et remplacée par les huîtres creuses portugaises ou japonaises. De nombreux terre-pleins ostréicoles datant de cette époque, et même souvent très antérieurs, marquent le paysage. Pour l'élevage des huîtres, les tuiles (par le passé c'étaient des plaquettes de bois chaulées qui étaient utilisées) étaient percées de deux trous et assemblées en bouquets de dix par du fil de fer ; elles étaient ensuite chaulées en étant placées dans de grands bacs en bois où l'on avait éteint de la chaux vive ; en juin-juillet ces tuiles étaient placées dans le golfe du Morbihan ou la rivière d'Auray à proximité des bancs d'huîtres pondeuses sur des piquets plantés dans la vase et nommés "trackas" ; ces tuiles étaient ramenées à terre, remplies de naissain, en septembre, et, après avoir été détachées des tuiles ("détroquage"), semées dans les parcs à huîtres entourés de grillage, dénommés "claires". Pour leur assurer une meilleure croissance, les huîtres étaient déplacées plusieurs fois, parfois jusqu'à Paimpol où elles achevaient leur croissance.
Larmor-Baden est un centre ostréicole. Dans son ouvrage L'huître du Morbihan, Pierre Dalido, en 1947, signalait 116 exploitants à Larmor-Baden. Il s'agit là de tous les concessionnaires de parcs et non d'exploitants de chantiers.
Dans les années 1960/1970, il y avait au moins 35 à 40 ostréiculteurs à Larmor-Baden, alors classé 2e centre ostréicole (après Locmariaquer) employant environ 150 personnes. Jusqu'à cette période, seule « la plate » est travaillée à Larmor-Baden, dans le golfe du Morbihan et en baie de Quiberon. Ce n'est qu'après 1970 que « la creuse » est introduite dans le golfe et que le mode d'élevage évolue.
En 2007, il subsiste 12 exploitations, mais le tonnage produit, compte tenu de l'évolution des techniques et des équipements, est beaucoup plus important (environ 1 200 tonnes). Une soixantaine de personnes (hommes et femmes) travaillent actuellement dans les différents chantiers larmoriens. Depuis 2008, l'ostréiculture traverse une crise : les jeunes huîtres (les juvéniles) meurent sans que, jusqu'à présent, les scientifiques n'aient trouvé les causes.
Désormais seules les huîtres creuses japonaises sont élevées par les ostréiculteurs de la région.

### Tourisme et nautisme
Le tourisme et particulièrement le nautisme occupent une place importante dans l'économie locale.

## Culture et patrimoine

### Lieux et monuments
- le Cairn de Gavrinis situé sur l'île de Gavrinis à 10 minutes en bateau de la cale de Pen Lannic ;
- la demeure Sainte-Anne date des XVIIIe et XIXe siècles, elle est inscrite à l'inventaire général du patrimoine culturel[48] ;
- le tumulus d'Etal-Berder ;
- l'Île de Berder, accessible par chaussée à basse mer ; arbres remarquables, sentier côtier, chaise currule... ;
- le marais de Pen an Toul, réserve ornithologique… et sentier piétonnier de découverte du marais ;
- Pat en Diaul : la main du diable sur un rocher à Pen-en-Toul ;
- le siège de saint Gildas à Pen Lannic. Selon la légende le saint se serait élancé depuis sa "chaise" pour franchir d'un seul saut le Golfe du Morbihan et aller dans la presqu'île de Rhuys où il fonda l'abbaye Saint-Gildas de Rhuys. Selon la coutume les filles à marier venaient s'y asseoir pour trouver un mari[49] ;
- le Douet de Locqueltas : un lavoir et deux fontaines ;
- des sentiers piétonniers en bord de mer et à l'intérieur ;
- l'église paroissiale Notre-Dame, bénie le 29 juillet 1880 par Jean Marie Bécel, évêque de Vannes. Marraine de la cloche : la comtesse Dillon. Parmi les statues et peintures qui ornent l'église, dons ou travaux de paroissiens, deux ont été choisies pour être exposées d'avril à novembre 2006 à Sainte-Anne-d'Auray puis à la Cohue à Vannes : l'une, la statue Notre-Dame de Larmor, en bois polychrome, tenant un trois-mâts dans sa main gauche et s'appuyant de sa main droite sur une ancre de marine et l'autre, un petit tableau aquarelle représentant un brick-goëlette, le « Giralda », offert par le capitaine Héno (1849-1913), en remerciement d'être sortis sains et saufs, lui et son équipage, d'une terrible tempête dans l'Atlantique Nord en 1878 ;
- une seule croix se dresse sur les bords de nos routes : la Croix-Hémon (route d'Auray) datée de 1812. Elle rappelle les années de crise dans le clergé français depuis 1790, date du décret de la Constitution civile du clergé, jusqu'en 1905, date de la loi de séparation de l'Église et de l'État, en passant par le Concordat en 1801. Le prêtre, Claude Hémon, (1756-1834), né au village de Larmor, fut hostile au Concordat, adhéra à la « Petite Église » et fut mis à l'écart par l'autorité diocésaine ;
- la chapelle Sainte-Anne à Berder, construite en 1885 où reposent le comte Dillon (1834-1922) et son épouse Henriette (1848-1926).

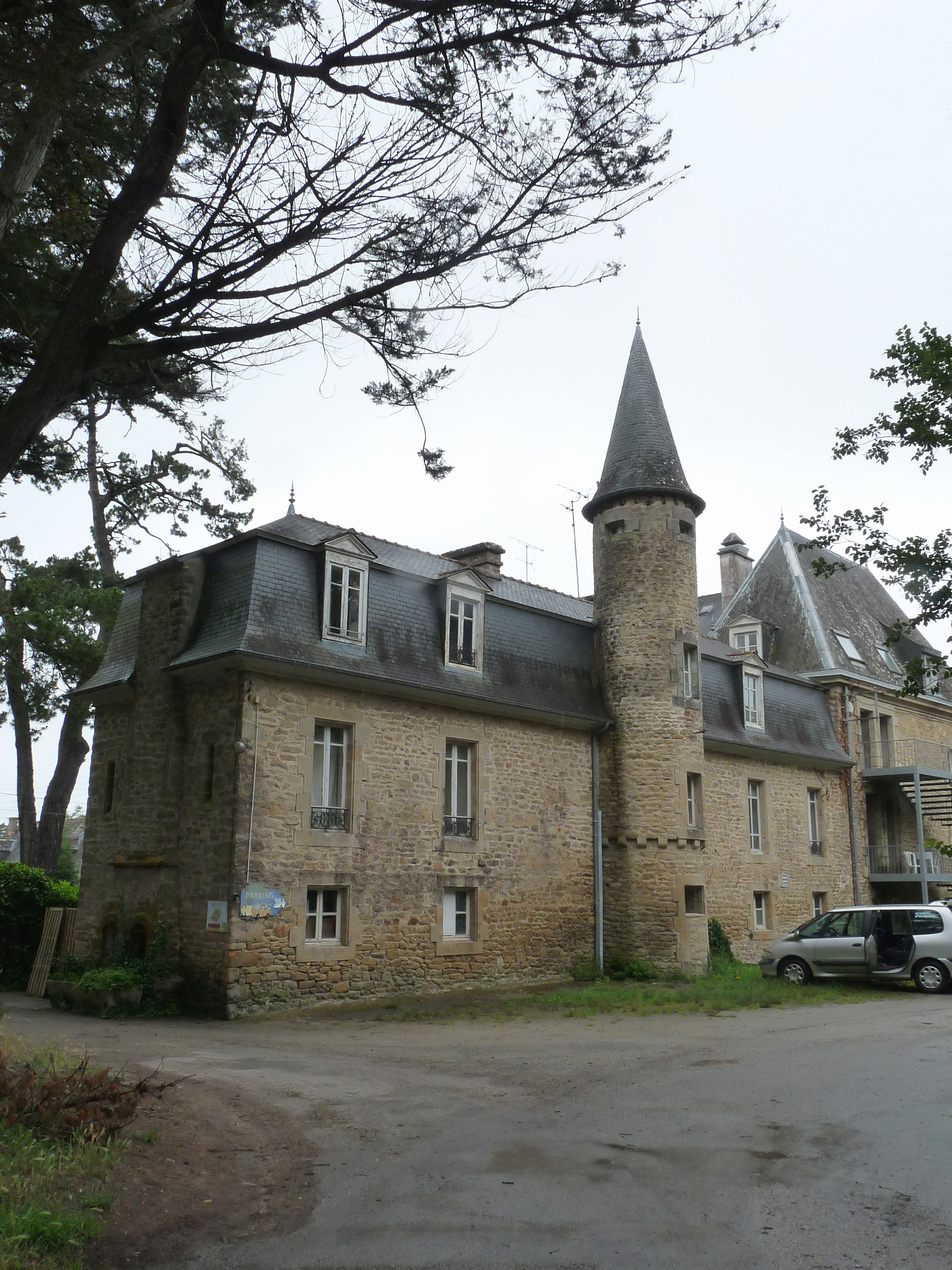
La demeure Sainte-Anne.
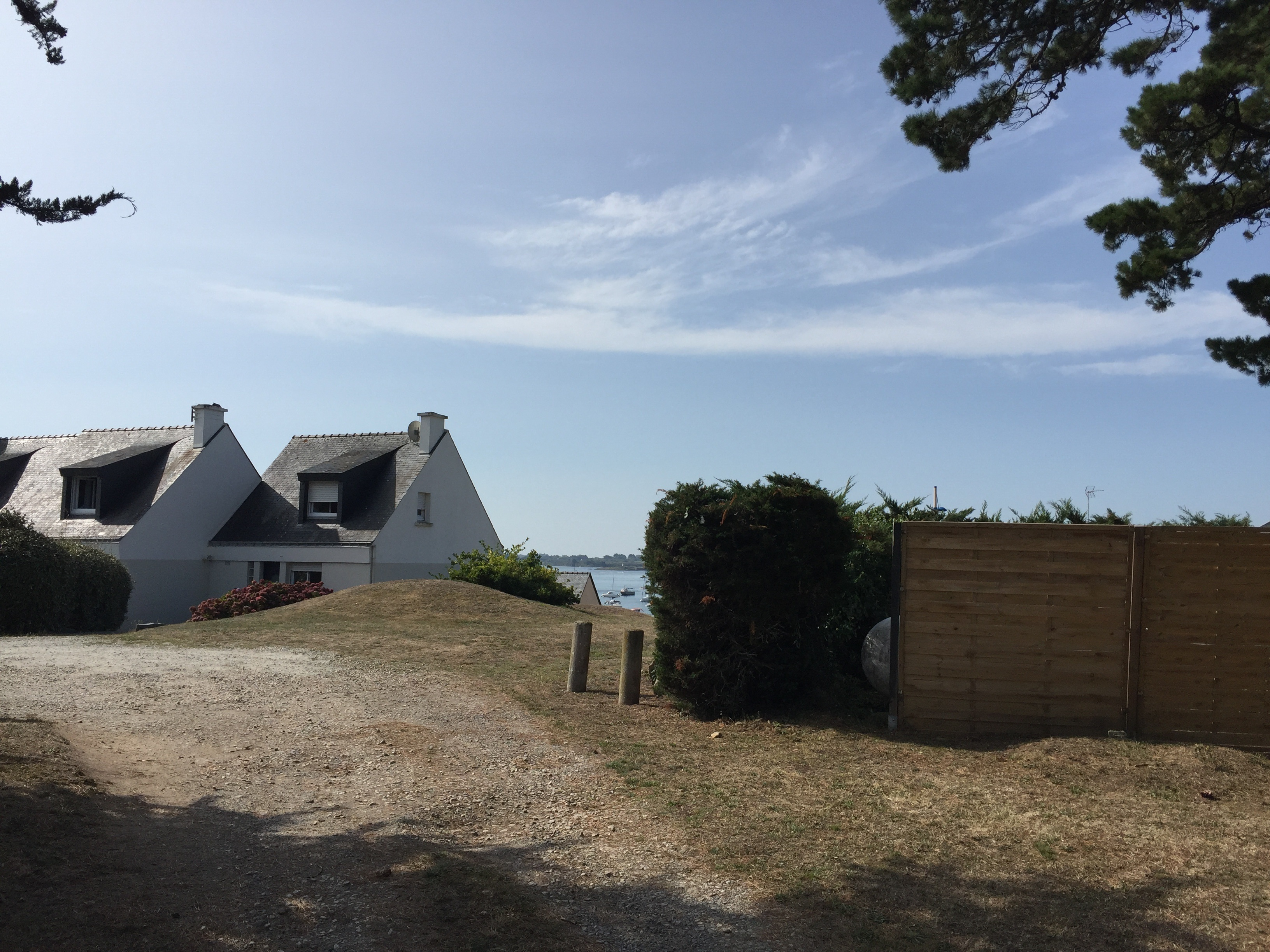
Le tumulus d'Etal-Berder.
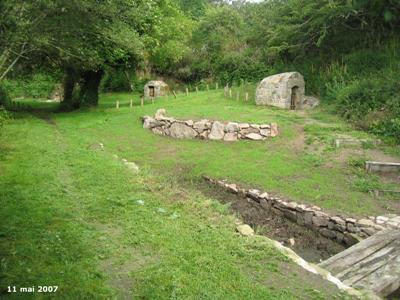
Le Douet de Locqueltas.
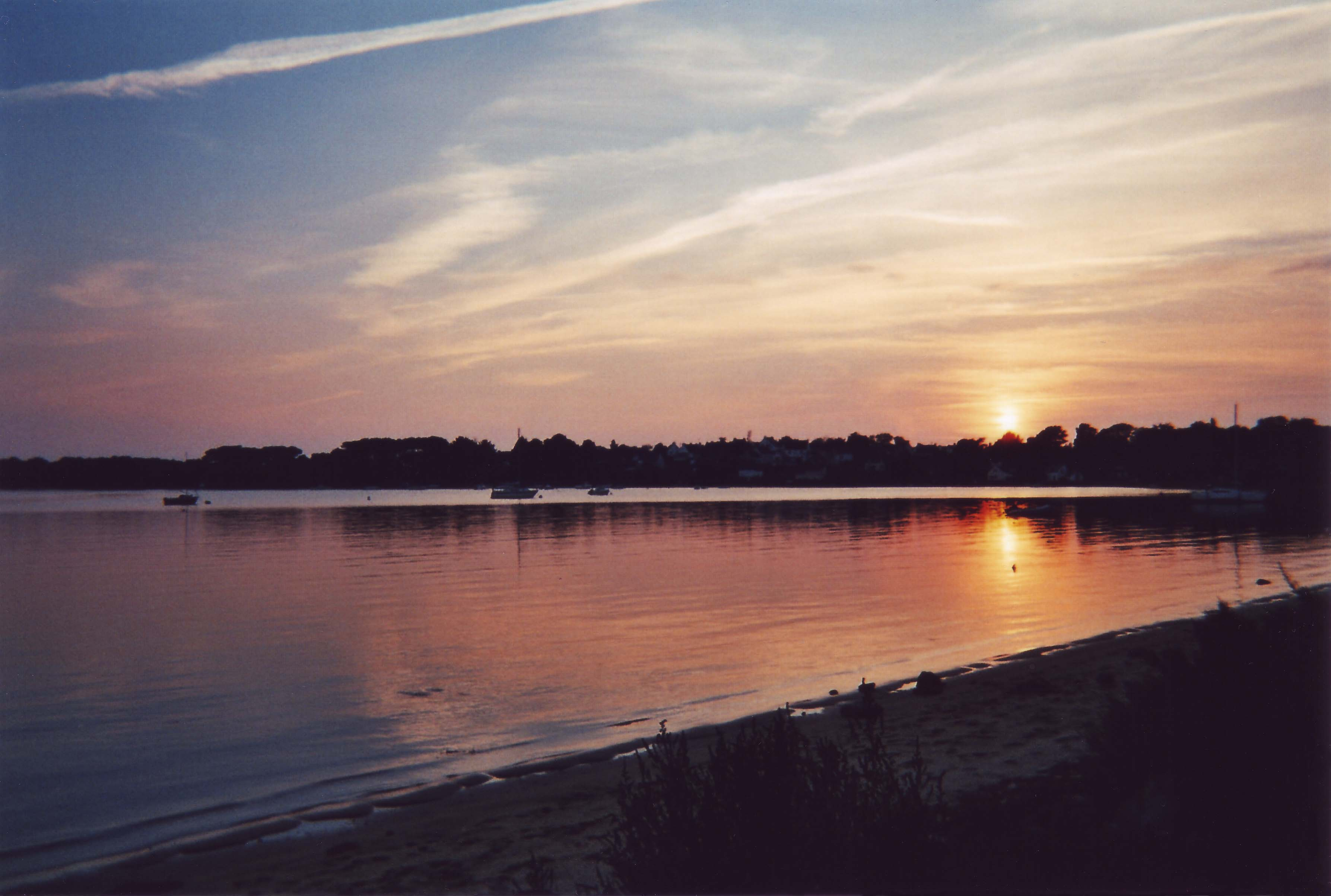
L'anse de Locmiquel.
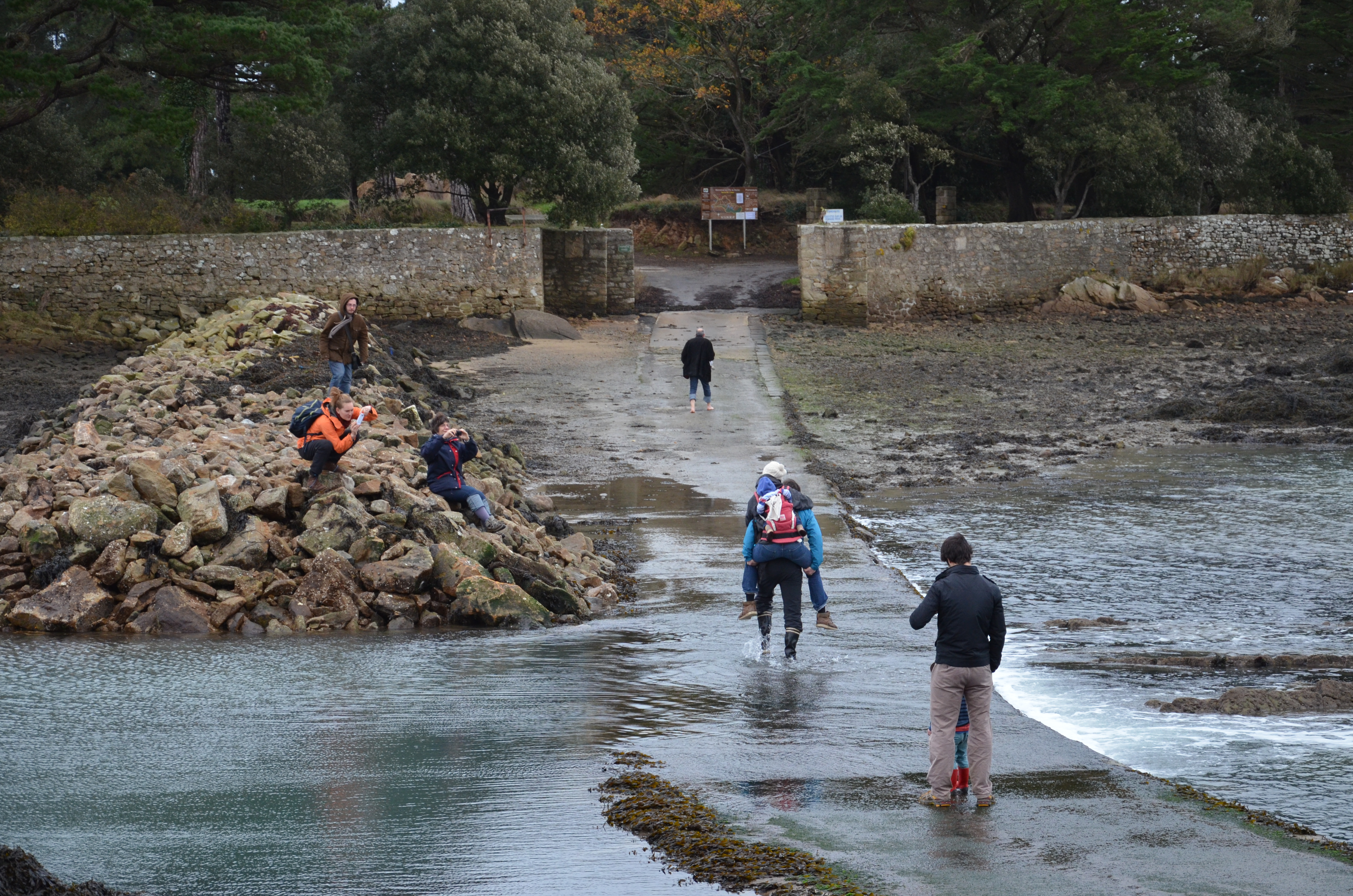
Gois à marée descendante entre l'île de Berder et le bourg de Larmor-Baden.

### Héraldique
|  | Les armoiries de Larmor-Baden se blasonnent ainsi : D’azur à deux jumelles courbées d’or au canton du chef d’argent chargé d’une mouchetures d’hermine de sable et accosté de deux étoiles d’or. Conc. B. Frelaut. |

## Personnalités liées à la commune

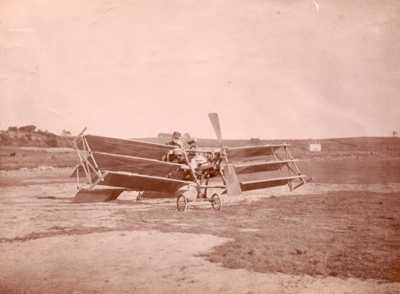
Le triplan de Groos.

- En 1909, Alfred Groos, jeune ingénieur des Arts et Manufactures, en garnison à Vannes, réussit un envol avec un monoplan de sa conception (après plusieurs essais sur un triplan) sur le « Champ d'expériences de navigation aérienne » de Pen en Toul, mis à disposition par le comte Dillon
- En juillet 1902, à l'âge de 15 ans, l'archiduc Charles d'Autriche (1887-1922) fit un séjour en Bretagne. Le mardi 20 juillet, accompagné du duc et de la duchesse de Rohan et d'autres invités, il monta, à Vannes, à bord du yacht à vapeur Manuela de monsieur le comte Dillon et se dirigea sur l'Île de Berder. Le soir, les voyageurs prirent congé de monsieur le comte et madame la comtesse Dillon et de madame la duchesse d'Uzès. Ils regagnèrent Josselin.
- Le général de Gaulle accosta à la cale de Pen-Lannic le 26 juillet 1947, au cours de sa visite dans le Morbihan pour des cérémonies commémoratives des combats du maquis de Saint-Marcel (18 juin 1944).
- Le cardinal Roncalli, nonce apostolique à Paris, qui devint le pape Jean XXIII en 1958, fut l'hôte des sœurs de Saint-François, à Berder, le 27 juillet 1949. La veille, il présida le pèlerinage de Sainte-Anne d'Auray.
- Né à Larmor en 1944, Hubert Perrodo, embarqué à 19 ans comme simple pilotin sur un bateau de la Delmas-Vieljeux, fonda en 1992 la société PERENCO (exploitation et production d'hydrocarbures)  avec plus de 4 000 personnes réparties dans 13 pays. Il disparaît tragiquement le 29 décembre 2006, au cours d'une randonnée à ski à Courchevel.
- Gilles Gahinet (né à Larmor-Baden en 1947, mort à Nantes en 1984), professeur de technologie, navigateur et architecte naval. Il s'illustra plusieurs fois dans la Solitaire du Figaro et remporta la Transat en double avec Eugène Riguidel.
- Marie Eloy, journaliste, ayant participé à la fondation de l'école Montessori du village, femme de réseaux féminins.
- Jean Frélaut (1879-1954), peintre, graveur. Il a obtenu le prix de la gravure à la biennale de Venise en 1934 et 1936.
- Alain Bry (1929-2022), ambassadeur de France et conseiller du Général De Gaulle. Il fut un des grands ordonnateurs du réseau des collèges et lycées français dans les années 60. Il dirigea d'ailleurs l'ensemble des établissements français à l'étranger de 1994 à 1996[50].
- Colette Mansard (1928-), compositrice française domiciliée dans la commune.
- Propriétaires successifs de l'ile de Berder :

En 1750, l'île appartenait à une demoiselle Dubreuil-Jarno et à ses frères et sœurs.
En 1879, l'île fut achetée par le comte Arthur Dillon.
En 1920, ruiné, il vend l'île à la duchesse d'Uzès.
La duchesse d'Uzès vendit Berder aux oblats de Marie-Immaculée et en 1937, ce sont les sœurs de Saint-François qui en sont propriétaires jusqu'en 1991.
Puis l'île appartient à la SIMYR (Société Immobilière Yves Rocher) qui la met en vente en 2012.
Le groupe Giboire en fait l'acquisition en 2013 pour 3,5 millions d'Euros et y projette en 2020 d'y ouvrir une résidence hôtelière quatre étoiles de 80 chambres. Ce projet est très controversé au sein de la commune entre ceux qui portent le projet et ceux qui s'y opposent.